# سحلية دودية دارونية
سحلية دودية دارونية أو سحدودة دارونية (الاسم العلمي: Amphisbaena darwini) هي نوع من الزواحف يتبع جنس السحلية الدودية من الفصيلة السحالي الدودية.